# Rivière à l'Eau Claire (rivière du Loup)
La rivière à l’Eau Claire est un affluent de la rivière du Loup, coulant sur la rive nord du fleuve Saint-Laurent, dans les municipalités de Saint-Élie-de-Caxton et de Saint-Alexis-des-Monts, dans la municipalité régionale de comté (MRC) de Maskinongé (MRC), dans la région administrative de la Mauricie, au Québec, au Canada.

## Géographie
La rivière à l’Eau Claire prend sa source dans le lac à l'Eau Claire. Elle se jette ensuite dans la rivière du Loup.

## Toponymie
Le toponyme rivière à l’Eau Claire a été officialisé le 6 mars 1975 à la Commission de toponymie du Québec.